# Großer Preis von Österreich 2016
Der Große Preis von Österreich 2016 (offiziell Formula 1 Grosser Preis von Österreich 2016) fand am 3. Juli auf dem Red Bull Ring in Spielberg statt und war das neunte Rennen der Formel-1-Weltmeisterschaft 2016.

## Bericht

### Hintergründe
Nach dem Großen Preis von Europa führte Nico Rosberg in der Fahrerwertung mit 24 Punkten vor Lewis Hamilton und mit 45 Punkten vor Sebastian Vettel. In der Konstrukteurswertung führte Mercedes mit 81 Punkte vor Ferrari und mit 118 Punkte vor Red Bull.
Beim Großen Preis von Österreich stellte Pirelli den Fahrern die Reifenmischungen P Zero Soft (gelb), P Zero Supersoft (rot) und P Zero Ultrasoft (violett) sowie für Nässe Cinturato Intermediates (grün) und Cinturato Full-Wets (blau) zur Verfügung.
Im Vorfeld des Rennens wurde die gesamte Strecke neu asphaltiert. Rund um die Strecke wurden die Curbs erneuert, in der Castrol Edge, der Remus und der Rindt wurden zudem neue, 100 mm hohe Randsteine installiert, die die Fahrer daran hindern sollen, die Strecke an dieser Stelle zu verlassen.
Es gab zwei DRS-Zonen, die im Vergleich zum Vorjahr unverändert blieben. Die erste Zone begann genau 85 Meter nach der Remus, der Messpunkt lag 360 Meter vor dieser Kurve. Die zweite Zone befand sich auf der Start-Ziel-Geraden und begann 110 Meter nach der Red Bull Mobile, gemessen wurde der Abstand zwischen den Fahrzeugen zehn Meter nach der Rindt.
Daniil Kwjat (sieben), Max Verstappen (sechs), Kimi Räikkönen (fünf), Valtteri Bottas, Marcus Ericsson, Nico Hülkenberg, Pascal Wehrlein (jeweils vier), Fernando Alonso, Esteban Gutiérrez, Romain Grosjean, Hamilton, Rio Haryanto und Felipe Nasr (jeweils zwei) gingen mit Strafpunkten ins Rennwochenende.
Mit Rosberg (zweimal) trat ein ehemaliger Sieger zu diesem Grand Prix an.
Rennkommissare waren Garry Connelly (AUS), Martin Donnelly (GBR), Radovan Novak (CZE) und Wilhelm Singer (AUT).

### Training
Im ersten freien Training fuhr Rosberg mit einer Rundenzeit von 1:07,373 Minuten die schnellste Zeit vor Hamilton und Vettel.
Auch im zweiten freien Training war Rosberg in 1:07,967 Minuten Schnellster vor Hamilton, Dritter war Hülkenberg.
Im dritten freien Training war Vettel mit einer Rundenzeit von 1:07,098 Minuten die Bestzeit vor Räikkönen und Hamilton. Das Training wurde nach einem Unfall von Rosberg in Folge eines Bruchs der Radaufhängung unterbrochen.

### Qualifying
Das Qualifying bestand aus drei Teilen mit einer Nettolaufzeit von 45 Minuten. Im ersten Qualifying-Segment (Q1) hatten die Fahrer 18 Minuten Zeit, um sich für das Rennen zu qualifizieren. Alle Fahrer, die im ersten Abschnitt eine Zeit erzielten, die maximal 107 Prozent der schnellsten Rundenzeit betrug, qualifizierten sich für den Grand Prix. Die besten 16 Fahrer erreichten den nächsten Teil. Rosberg war Schnellster. Pérez erlitt einen Aufhängungsbruch, konnte aber in langsamer Fahrt an die Box zurückfahren. Das Training wurde nach einem Unfall von Kwjat in Folge eines Aufhängungsbruchs rund zwei Minuten vor dem Ende unterbrochen. Als nach der Unterbrechung die Piloten eine letzte schnelle Runde starten wollten, wurden im ersten Sektor wegen eines Motorschadens bei Carlos Sainz jr. gelbe Flaggen geschwenkt, eine Verbesserung der Zeiten war daher nicht mehr möglich. Die Sauber-Piloten, Kwjat, Haryanto und beide Renault-Fahrer schieden aus.
Der zweite Abschnitt (Q2) dauerte 15 Minuten. Die schnellsten zehn Piloten qualifizierten sich für den dritten Teil des Qualifyings. Vier Minuten vor dem Ende des Segments begann es zu regnen. Hamilton war Schnellster. Beide Ferrari-Fahrer sowie Verstappen erzielten ihre Zeit auf der Supersoft-Mischung, alle anderen Fahrer auf Ultrasoft. Pérez und Sainz jr. setzten keine Zeit, außerdem schieden Alonso, die Haas-Piloten und Wehrlein aus.
Der finale Abschnitt (Q3) ging über eine Zeit von zwölf Minuten, in denen die ersten zehn Startpositionen vergeben wurden. Dieses Segment begann bei nassen Streckenbedingungen, die Strecke trocknete im Verlauf des Segments jedoch ab, so dass alle Piloten von Intermediates auf Trockenreifen wechselten. Hamilton fuhr mit einer Rundenzeit von 1:07,922 Minuten die Bestzeit vor Rosberg und Hülkenberg. Es war die 54. Pole-Position für Hamilton, davon die fünfte in der Saison.
Vettel wurde um fünf Startplätze nach hinten versetzt, da bei seinem Wagen vorzeitig das Getriebe gewechselt wurde. Auch Rosberg erhielt die gleiche Strafe, da sein Getriebe nach dem Unfall im dritten freien Training ebenfalls gewechselt werden musste. Außerdem gab es Untersuchungen gegen mehrere andere Fahrer, die am Ende von Q1 nicht ausreichend verlangsamt hatten, als wegen des Motorschadens von Sainz jr. gelbe Flaggen geschwenkt wurden. Haryanto, Nasr und Jolyon Palmer wurden um drei Startplätze zurückversetzt und erhielten jeweils zwei Strafpunkte, Hülkenberg und Magnussen wurden nach Analyse der Telemetriedaten freigesprochen.
Kwjat musste aus der Boxengasse starten, da nach seinem Unfall im Qualifying das Monocoque ausgetauscht werden musste. Auch Felipe Massa startete wegen eines Defektes am Frontflügel, der gewechselt werden musste, aus der Boxengasse. Sein Startplatz blieb jedoch beim Start frei, die dahinter liegenden Fahrer durften nicht aufrücken.

### Rennen
Beim Start blieb Hamilton vorne, dahinter fuhren Jenson Button, Räikkönen, Ricciardo, Hülkenberg und Rosberg. Hülkenberg und Rosberg gingen noch im Verlauf der ersten Runde an Ricciardo vorbei. In der dritten Runde stellte Kwjat sein Fahrzeug mit einem technischen Defekt am Streckenrand ab.
Hamilton gelang es, sich an der Spitze abzusetzen. Rosberg ging an Hülkenberg vorbei, der anschließend auch die beiden Red-Bull-Piloten und Vettel passieren lassen musste. Vettel überholte kurz nacheinander Ricciardo und Verstappen und war somit nun Fünfter. Räikkönen setzte Button unter Druck und ging vorbei, kurz darauf gelang dies auch Rosberg.
Hülkenberg fuhr als erster Pilot der Spitzengruppe in der achten Runde zum Reifenwechsel an die Box, er wechselte, genau wie Alonso, in Runde acht auf Supersoft. Gleichzeitig überholte auch Verstappen Button, der gemeinsam mit Bottas in der folgenden Runde zum Reifenwechsel fuhr, beide Piloten wechselten auf Soft. Das Gleiche taten in der zehnten Runde auch Rosberg und in der 14. Runde Ricciardo, der hinter Rosberg auf die Strecke zurückkam. Eine Runde später stoppte Verstappen, der unmittelbar hinter Rosberg und vor Ricciardo auf die Strecke zurückkam. Alle drei Piloten liefen auf Grosjean auf, den sie in den folgenden beiden Runden auch nacheinander überholten.
Hamilton wechselte in Runde 21 auf Soft und fiel unmittelbar hinter Rosberg zurück. Kevin Magnussen wechselte beim Angriff von Wehrlein mehrfach die Linie, er wurde hierfür mit einer Fünf-Sekunden-Zeitstrafe belegt. Räikkönen wechselte in Runde 22 ebenfalls auf Soft, er fiel hinter Ricciardo zurück. Hülkenberg fuhr in der 24. Runde bereits zum zweiten Reifenwechsel an die Box, er wechselte dieses Mal ebenfalls auf Soft.
In der 27. Runde erlitt der Führende Vettel, der noch nicht an der Box gewesen war, auf der Start-Ziel-Geraden einen Reifenschaden, drehte sich und schlug in die Leitplanke ein. Die Rennleitung schickte das Safety-Car auf die Strecke, um das Fahrzeug von Vettel bergen und die Trümmerteile von der Strecke entfernen zu können. Das Safety-Car führte das Feld eine Runde durch die Boxengasse, damit die Marshals die Start-Ziel-Geraden säubern konnten. Button und Grosjean nutzten dies zum Reifenwechsel. Grosjean und Hülkenberg fuhren dabei zu schnell in der Boxengasse, beide erhielten eine Fünf-Sekunden-Zeitstrafe.
Rosberg führte unterdessen vor Hamilton, Verstappen, Ricciardo, Räikkönen, Bottas, Nasr, Button, Grosjean und Massa. Das Rennen wurde in Runde 31 wieder freigegeben.
In Runde 39 ging zuerst Button an Nasr vorbei, anschließend auch Grosjean, Massa und Pérez. Nasr wechselte in Runde 43 auf Soft und fiel auf Rang 20 zurück.
Hülkenberg fuhr in Runde 50 an die Box und ließ Ultrasoft aufziehen, eine Runde später wechselte Bottas auf Supersoft. Beide fielen aus den Punkterängen heraus. Hamilton wechselte in Runde 54 auf Soft, Rosberg eine Runde später auf Supersoft. Beide lagen somit nun auf den Plätzen zwei und drei hinter Verstappen, der das Rennen ohne weiteren Boxenstopp zu Ende fuhr.
Rosberg und Hamilton verkürzten den Rückstand auf Verstappen und gingen in Runde 61 bzw. 63 vorbei. Ricciardo wechselte in Runde 63 auf Ultrasoft, mit denen er danach schnell auf Grosjean und Button aufholte und beide überholte. Massa schied in Runde 64 aus, kurz danach auch Alonso und Hülkenberg.
An der Spitze fuhr Hamilton deutlich schneller als Rosberg und lag drei Runden vor dem Rennende in Schlagdistanz. In der letzten Runde griff Hamilton Rosberg an, der sich jedoch verteidigte. Dabei verbremste sich Rosberg und es kam zu einer Kollision, bei der sich Rosberg den Frontflügel beschädigte. Beide Fahrer konnten weiterfahren, Rosberg fiel jedoch bis zur Ziellinie auf den vierten Platz zurück. Pérez schied mit einem Bremsdefekt aus, er schlug in der letzten Runde in die Streckenbegrenzung ein.
Hamilton gewann das Rennen vor Verstappen und Räikkönen. Es war der 46. Sieg für Hamilton in der Formel-1-Weltmeisterschaft. Verstappen erzielte den zweiten Podestplatz seiner Karriere, Räikkönen den vierten der Saison. Die restlichen Punkteplatzierungen belegten Rosberg, Ricciardo, Button, Grosjean, Sainz jr., Bottas und Wehrlein. Es waren der erste WM-Punkt für Wehrlein und der erste Punkt für Manor in der Saison.
In der Gesamtwertung verkürzte Hamilton den Rückstand auf Rosberg auf elf Punkte, Vettel blieb Dritter, nun punktgleich mit Räikkönen. In der Konstrukteurswertung blieben die ersten drei Positionen unverändert.

## Meldeliste
| Team                          | Nr. | Fahrer            | Chassis                | Motor                       | Reifen |
| ----------------------------- | --- | ----------------- | ---------------------- | --------------------------- | ------ |
| Mercedes AMG Petronas F1 Team | 44  | Lewis Hamilton    | Mercedes F1 W07 Hybrid | Mercedes-Benz PU106C Hybrid | P      |
| Mercedes AMG Petronas F1 Team | 06  | Nico Rosberg      | Mercedes F1 W07 Hybrid | Mercedes-Benz PU106C Hybrid | P      |
| Scuderia Ferrari              | 05  | Sebastian Vettel  | Ferrari SF16-H         | Ferrari 059/5               | P      |
| Scuderia Ferrari              | 07  | Kimi Räikkönen    | Ferrari SF16-H         | Ferrari 059/5               | P      |
| Williams Martini Racing       | 19  | Felipe Massa      | Williams FW38          | Mercedes-Benz PU106C Hybrid | P      |
| Williams Martini Racing       | 77  | Valtteri Bottas   | Williams FW38          | Mercedes-Benz PU106C Hybrid | P      |
| Red Bull Racing               | 03  | Daniel Ricciardo  | Red Bull RB12          | TAG Heuer                   | P      |
| Red Bull Racing               | 33  | Max Verstappen    | Red Bull RB12          | TAG Heuer                   | P      |
| Sahara Force India F1 Team    | 27  | Nico Hülkenberg   | Force India VJM09      | Mercedes-Benz PU106C Hybrid | P      |
| Sahara Force India F1 Team    | 11  | Sergio Pérez      | Force India VJM09      | Mercedes-Benz PU106C Hybrid | P      |
| Sahara Force India F1 Team    | 34  | Alfonso Celis     | Force India VJM09      | Mercedes-Benz PU106C Hybrid | P      |
| Renault Sport F1 Team         | 20  | Kevin Magnussen   | Renault R.S.16         | Renault Energy F1 2016      | P      |
| Renault Sport F1 Team         | 30  | Jolyon Palmer     | Renault R.S.16         | Renault Energy F1 2016      | P      |
| Scuderia Toro Rosso           | 26  | Daniil Kwjat      | Toro Rosso STR11       | Ferrari 059/4               | P      |
| Scuderia Toro Rosso           | 55  | Carlos Sainz jr.  | Toro Rosso STR11       | Ferrari 059/4               | P      |
| Sauber F1 Team                | 09  | Marcus Ericsson   | Sauber C35             | Ferrari 059/5               | P      |
| Sauber F1 Team                | 12  | Felipe Nasr       | Sauber C35             | Ferrari 059/5               | P      |
| McLaren Honda                 | 14  | Fernando Alonso   | McLaren MP4-31         | Honda RA616H                | P      |
| McLaren Honda                 | 22  | Jenson Button     | McLaren MP4-31         | Honda RA616H                | P      |
| Manor Racing MRT              | 94  | Pascal Wehrlein   | Manor MRT05            | Mercedes-Benz PU106C Hybrid | P      |
| Manor Racing MRT              | 88  | Rio Haryanto      | Manor MRT05            | Mercedes-Benz PU106C Hybrid | P      |
| Haas F1 Team                  | 08  | Romain Grosjean   | Haas VF-16             | Ferrari 059/5               | P      |
| Haas F1 Team                  | 21  | Esteban Gutiérrez | Haas VF-16             | Ferrari 059/5               | P      |

Anmerkungen
1. 1 2  Der Force India mit der Startnummer 34 wurde im ersten freien Training für Celis eingesetzt. Pérez übernahm das Fahrzeug anschließend für das restliche Rennwochenende mit seiner Startnummer 11.

## Klassifikationen

### Qualifying
| Pos.                                                                      | Fahrer            | Konstrukteur         | Q1       | Q2         | Q3       | Start |
| ------------------------------------------------------------------------- | ----------------- | -------------------- | -------- | ---------- | -------- | ----- |
| 01                                                                        | Lewis Hamilton    | Mercedes             | 1:06,947 | 1:06,228   | 1:07,922 | 01    |
| 02                                                                        | Nico Rosberg      | Mercedes             | 1:06,516 | 1:06,403   | 1:08,465 | 07    |
| 03                                                                        | Nico Hülkenberg   | Force India-Mercedes | 1:07,385 | 1:07,257   | 1:09,285 | 02    |
| 04                                                                        | Sebastian Vettel  | Ferrari              | 1:06,761 | 1:06,602   | 1:09,781 | 09    |
| 05                                                                        | Jenson Button     | McLaren-Honda        | 1:07,653 | 1:07,572   | 1:09,900 | 03    |
| 06                                                                        | Kimi Räikkönen    | Ferrari              | 1:07,240 | 1:06,940   | 1:09,901 | 04    |
| 07                                                                        | Daniel Ricciardo  | Red Bull-TAG Heuer   | 1:07,500 | 1:06,840   | 1:09,980 | 05    |
| 08                                                                        | Valtteri Bottas   | Williams-Mercedes    | 1:07,148 | 1:06,911   | 1:10,440 | 06    |
| 09                                                                        | Max Verstappen    | Red Bull-TAG Heuer   | 1:07,131 | 1:06,866   | 1:11,153 | 08    |
| 10                                                                        | Felipe Massa      | Williams-Mercedes    | 1:07,419 | 1:07,145   | 1:11,977 | 10    |
| 11                                                                        | Esteban Gutiérrez | Haas-Ferrari         | 1:07,660 | 1:07,578   | –        | 11    |
| 12                                                                        | Pascal Wehrlein   | Manor-Mercedes       | 1:07,565 | 1:07,700   | –        | 12    |
| 13                                                                        | Romain Grosjean   | Haas-Ferrari         | 1:07,662 | 1:08,117   | –        | 13    |
| 14                                                                        | Fernando Alonso   | McLaren-Honda        | 1:07,671 | 1:08,154   | –        | 14    |
| 15                                                                        | Sergio Pérez      | Force India-Mercedes | 1:07,657 | keine Zeit | –        | 15    |
| 16                                                                        | Carlos Sainz jr.  | Toro Rosso-Ferrari   | 1:07,618 | keine Zeit | –        | 16    |
| 17                                                                        | Kevin Magnussen   | Renault              | 1:07,941 | –          | –        | 17    |
| 18                                                                        | Jolyon Palmer     | Renault              | 1:07,965 | –          | –        | 19    |
| 19                                                                        | Rio Haryanto      | Manor-Mercedes       | 1:08,026 | –          | –        | 20    |
| 20                                                                        | Daniil Kwjat      | Toro Rosso-Ferrari   | 1:08,409 | –          | –        | Box   |
| 21                                                                        | Marcus Ericsson   | Sauber-Ferrari       | 1:08,418 | –          | –        | 18    |
| 22                                                                        | Felipe Nasr       | Sauber-Ferrari       | 1:08,446 | –          | –        | 21    |
| 107-Prozent-Zeit: 1:11,172 min (bezogen auf Q1-Bestzeit von 1:06,516 min) |                   |                      |          |            |          |       |

Anmerkungen
1. ↑  Rosberg wurde um fünf Startplätze nach hinten versetzt, da sein Getriebe vorzeitig gewechselt wurde.
2. ↑  Vettel wurde um fünf Startplätze nach hinten versetzt, da sein Getriebe vorzeitig gewechselt wurde.
3. ↑  Palmer wurde um drei Startplätze nach hinten versetzt, da er im Qualifying gelbe Flaggen missachtete.
4. ↑  Haryanto wurde um drei Startplätze nach hinten versetzt, da er im Qualifying gelbe Flaggen missachtete.
5. ↑  Kwjat musste wegen Verstoßes gegen die Parc-fermé-Bedingungen aus der Boxengasse starten
6. ↑  Nasr wurde um drei Startplätze nach hinten versetzt, da er im Qualifying gelbe Flaggen missachtete.

### Rennen
| Pos. | Fahrer            | Konstrukteur         | Runden | Stopps | Zeit        | Start | Schnellste Runde |
| ---- | ----------------- | -------------------- | ------ | ------ | ----------- | ----- | ---------------- |
| 01   | Lewis Hamilton    | Mercedes             | 71     | 4      | 1:27:38,107 | 01    | 1:08,411 (67.)   |
| 02   | Max Verstappen    | Red Bull-TAG Heuer   | 71     | 3      | + 5,719     | 08    | 1:08,491 (66.)   |
| 03   | Kimi Räikkönen    | Ferrari              | 71     | 3      | + 6,024     | 04    | 1:08,770 (66.)   |
| 04   | Nico Rosberg      | Mercedes             | 71     | 4      | + 26,710    | 06    | 1:08,876 (66.)   |
| 05   | Daniel Ricciardo  | Red Bull-TAG Heuer   | 71     | 4      | + 30,981    | 05    | 1:09,618 (69.)   |
| 06   | Jenson Button     | McLaren-Honda        | 71     | 4      | + 37,706    | 03    | 1:09,694 (55.)   |
| 07   | Romain Grosjean   | Haas-Ferrari         | 71     | 3      | + 44,668    | 13    | 1:09,899 (59.)   |
| 08   | Carlos Sainz jr.  | Toro Rosso-Ferrari   | 71     | 3      | + 47,400    | 15    | 1:09,925 (67.)   |
| 09   | Valtteri Bottas   | Williams-Mercedes    | 70     | 4      | + 1 Runde   | 07    | 1:10,001 (70.)   |
| 10   | Pascal Wehrlein   | Manor-Mercedes       | 70     | 4      | + 1 Runde   | 12    | 1:10,120 (66.)   |
| 11   | Esteban Gutiérrez | Haas-Ferrari         | 70     | 4      | + 1 Runde   | 11    | 1:10,138 (68.)   |
| 12   | Jolyon Palmer     | Renault              | 70     | 4      | + 1 Runde   | 19    | 1:10,210 (55.)   |
| 13   | Felipe Nasr       | Sauber-Ferrari       | 70     | 3      | + 1 Runde   | 21    | 1:10,228 (53.)   |
| 14   | Kevin Magnussen   | Renault              | 70     | 4      | + 1 Runde   | 17    | 1:10,309 (53.)   |
| 15   | Marcus Ericsson   | Sauber-Ferrari       | 70     | 4      | + 1 Runde   | 18    | 1:10,342 (66.)   |
| 16   | Rio Haryanto      | Manor-Mercedes       | 70     | 4      | + 1 Runde   | 20    | 1:10,415 (46.)   |
| 17   | Sergio Pérez      | Force India-Mercedes | 69     | 3      | DNF         | 16    | 1:10,450 (56.)   |
| 18   | Fernando Alonso   | McLaren-Honda        | 64     | 4      | DNF         | 14    | 1:10,704 (58.)   |
| 19   | Nico Hülkenberg   | Force India-Mercedes | 64     | 5      | DNF         | 02    | 1:10,859 (67.)   |
| 20   | Felipe Massa      | Williams-Mercedes    | 63     | 4      | DNF         | 10    | 1:11,020 (44.)   |
| –    | Sebastian Vettel  | Ferrari              | 26     | 0      | DNF         | 09    | 1:11,441 (10.)   |
| –    | Daniil Kwjat      | Toro Rosso-Ferrari   | 2      | 0      | DNF         | Box   | 1:18,302 (02.)   |

## WM-Stände nach dem Rennen
Die ersten zehn des Rennens bekamen 25, 18, 15, 12, 10, 8, 6, 4, 2 bzw. 1 Punkt(e).

### Fahrerwertung
| Pos. | Fahrer           | Konstrukteur                            | Punkte |
| ---- | ---------------- | --------------------------------------- | ------ |
| 01   | Nico Rosberg     | Mercedes                                | 153    |
| 02   | Lewis Hamilton   | Mercedes                                | 142    |
| 03   | Sebastian Vettel | Ferrari                                 | 96     |
| 04   | Kimi Räikkönen   | Ferrari                                 | 96     |
| 05   | Daniel Ricciardo | Red Bull-TAG Heuer                      | 88     |
| 06   | Max Verstappen   | Red Bull-TAG Heuer / Toro Rosso-Ferrari | 72     |
| 07   | Valtteri Bottas  | Williams-Mercedes                       | 54     |
| 08   | Sergio Pérez     | Force India-Mercedes                    | 39     |
| 09   | Felipe Massa     | Williams-Mercedes                       | 38     |
| 10   | Romain Grosjean  | Haas-Ferrari                            | 28     |
| 11   | Daniil Kwjat     | Toro Rosso-Ferrari / Red Bull-TAG Heuer | 22     |

| Pos. | Fahrer            | Konstrukteur         | Punkte |
| ---- | ----------------- | -------------------- | ------ |
| 12   | Carlos Sainz jr.  | Toro Rosso-Ferrari   | 22     |
| 13   | Nico Hülkenberg   | Force India-Mercedes | 20     |
| 14   | Fernando Alonso   | McLaren-Honda        | 18     |
| 15   | Jenson Button     | McLaren-Honda        | 13     |
| 16   | Kevin Magnussen   | Renault              | 6      |
| 17   | Pascal Wehrlein   | Manor-Mercedes       | 1      |
| 18   | Stoffel Vandoorne | McLaren-Honda        | 1      |
| 19   | Esteban Gutiérrez | Haas-Ferrari         | 0      |
| 20   | Jolyon Palmer     | Renault              | 0      |
| 21   | Marcus Ericsson   | Sauber-Ferrari       | 0      |
| 22   | Felipe Nasr       | Sauber-Ferrari       | 0      |
| 23   | Rio Haryanto      | Manor-Mercedes       | 0      |

### Konstrukteurswertung
| Pos. | Konstrukteur         | Punkte |
| ---- | -------------------- | ------ |
| 1    | Mercedes             | 295    |
| 2    | Ferrari              | 192    |
| 3    | Red Bull-TAG Heuer   | 168    |
| 4    | Williams-Mercedes    | 92     |
| 5    | Force India-Mercedes | 59     |
| 6    | Toro Rosso-Ferrari   | 36     |

| Pos. | Konstrukteur   | Punkte |
| ---- | -------------- | ------ |
| 07   | McLaren-Honda  | 32     |
| 08   | Haas-Ferrari   | 28     |
| 09   | Renault        | 6      |
| 10   | Manor-Mercedes | 1      |
| 11   | Sauber-Ferrari | 0      |